# Saubusse
 Saubusse  (en occitano Saubuça) es una población y comuna francesa, situada en la región de Aquitania, departamento de Landas, en el distrito de Dax y cantón de Dax-Nord.

## Demografía
| 643 | 634 | 616 | 624 | 618 | 742 |
| Para los censos de 1962 a 1999 la población legal corresponde a la población sin duplicidades (Fuente: INSEE [Consultar]) |     |     |     |     |     |